# Victor Laloux

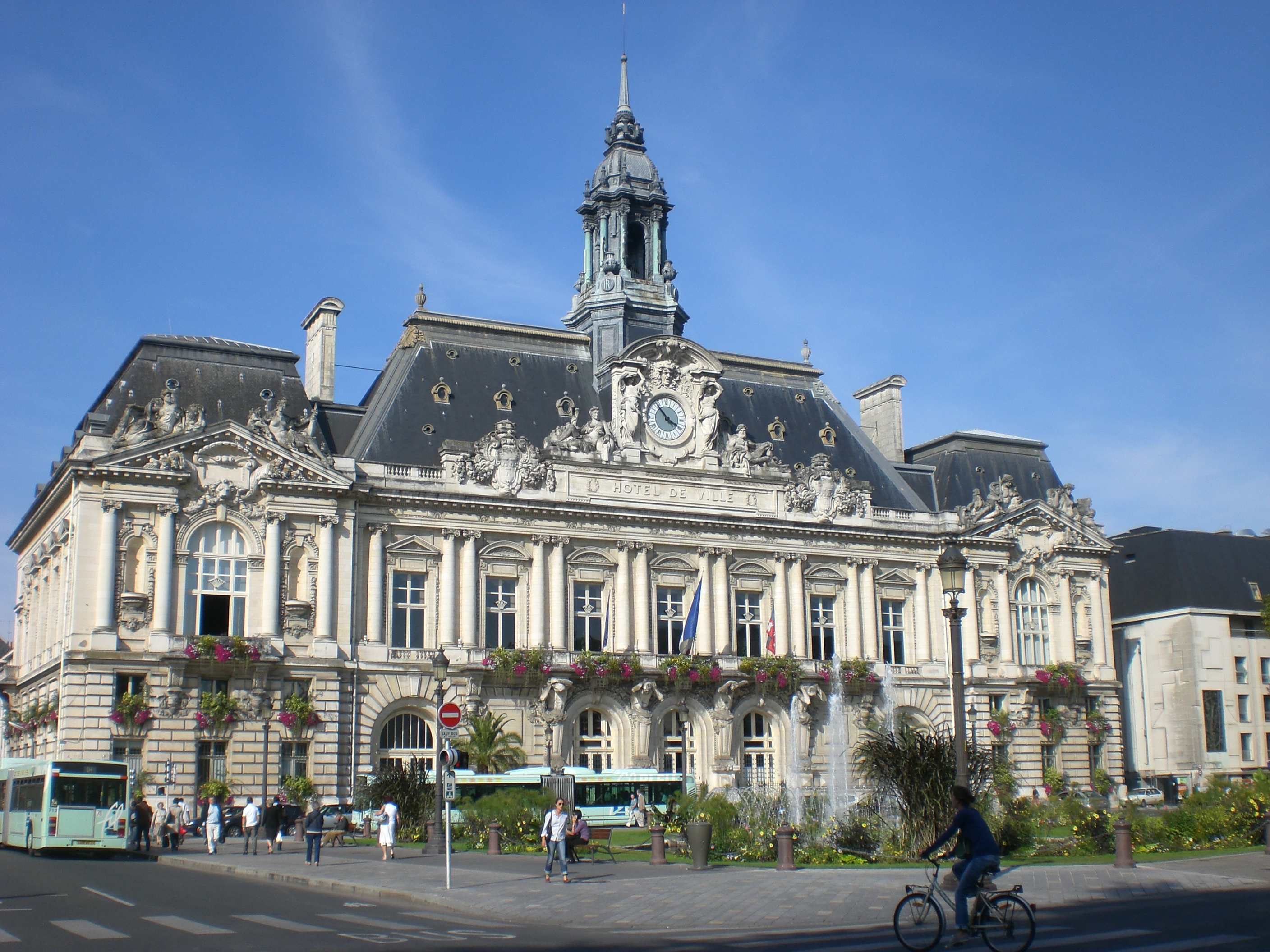
Ajuntament, Tours

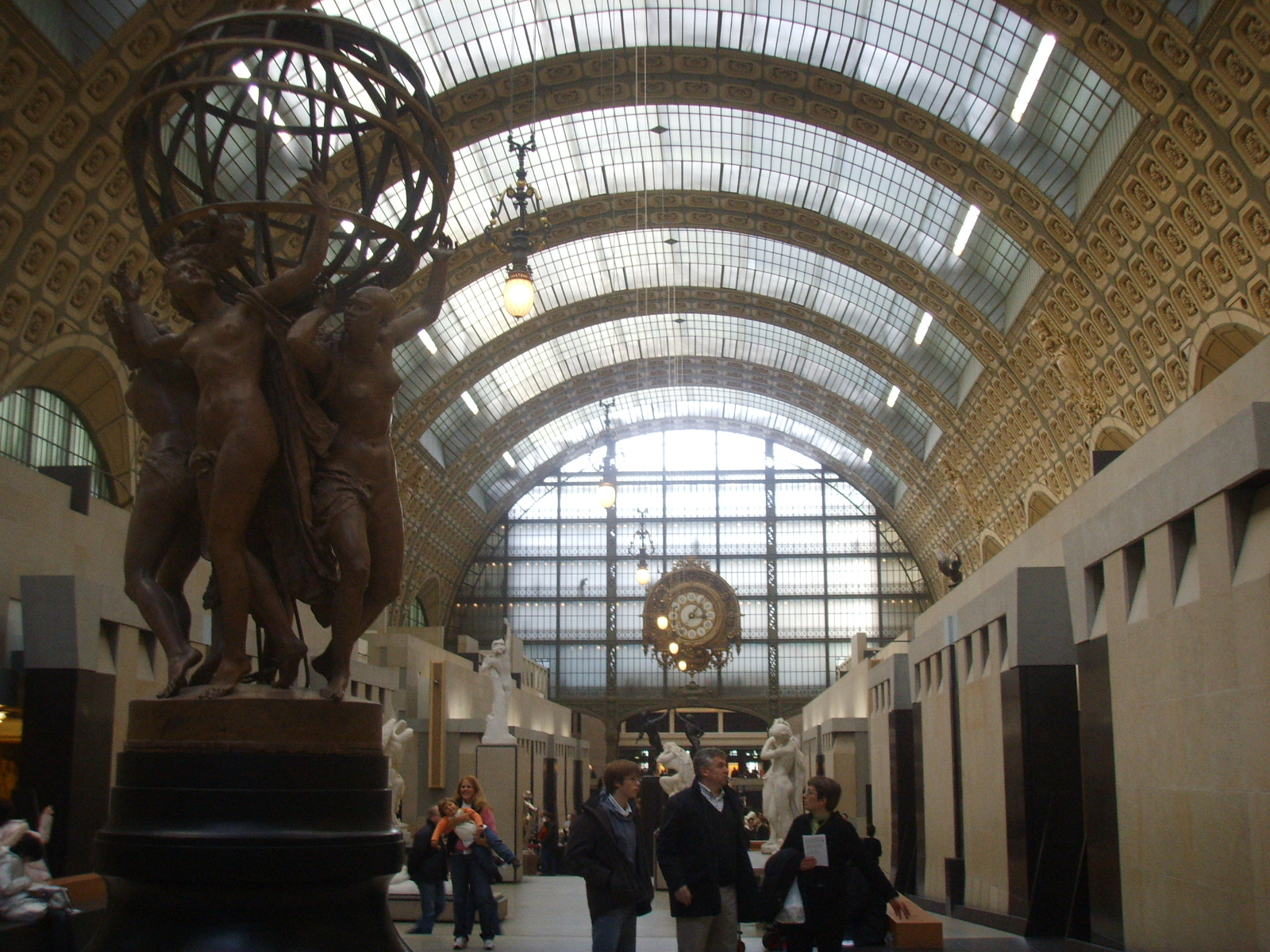
interior, Estació d'Orsay, actualment el Musée d'Orsay, 1900

Victor Alexandre Frederic Laloux (Tours, 15 de novembre de 1850 – París, 13 de juliol del 1937) va ser un professor i arquitecte francès.
Laloux estudià a l'École des Beaux-Arts de París, al taller de Louis-Jules André. Tot i que la Guerra Franco-Prussiana va interrompre els seus estudis, va ser becat amb el Prix de Rome de 1878, que li permeté des de 1879 fins a 1882 estar-se a la Villa Medici de Roma. A la tornada a França, Laloux va treballar dins l'estil neoclàssic. Laloux va rebre l'AIA Gold Medal el 1922, i la Royal Gold Medal de RIBA el 1929. El 1932 va ser elegit membre de la National Academy of Design. Morí a París als 86 anys.
El 1987, el Musée d'Orsay, alhora a l'antiga estació que Laloux va crear, li va dedicar una exposició.

## Obra
L'obra de Laloux inclou: 
- La Basílica neobizantina de Saint Martin a Tours, 1886–1924 - reconstrucció de la basílica destruÏda durant la Revolució francesa.
- L'estació de Tours, 1896–1898
- Estació d'Orsay de París, actualment Musée d'Orsay, 1900[2]
- Ajuntament, Roubaix, 1903
- Ajuntament, Tours, 1904
- Seu del Crédit Lyonnais, París, 1913
- L'Ambaixada dels Estats Units a París, junt amb l'arquitecte William Delano, 1931
- Palais du Hanovre, París, junt amb Charles Lemaresquier, 1932[3]

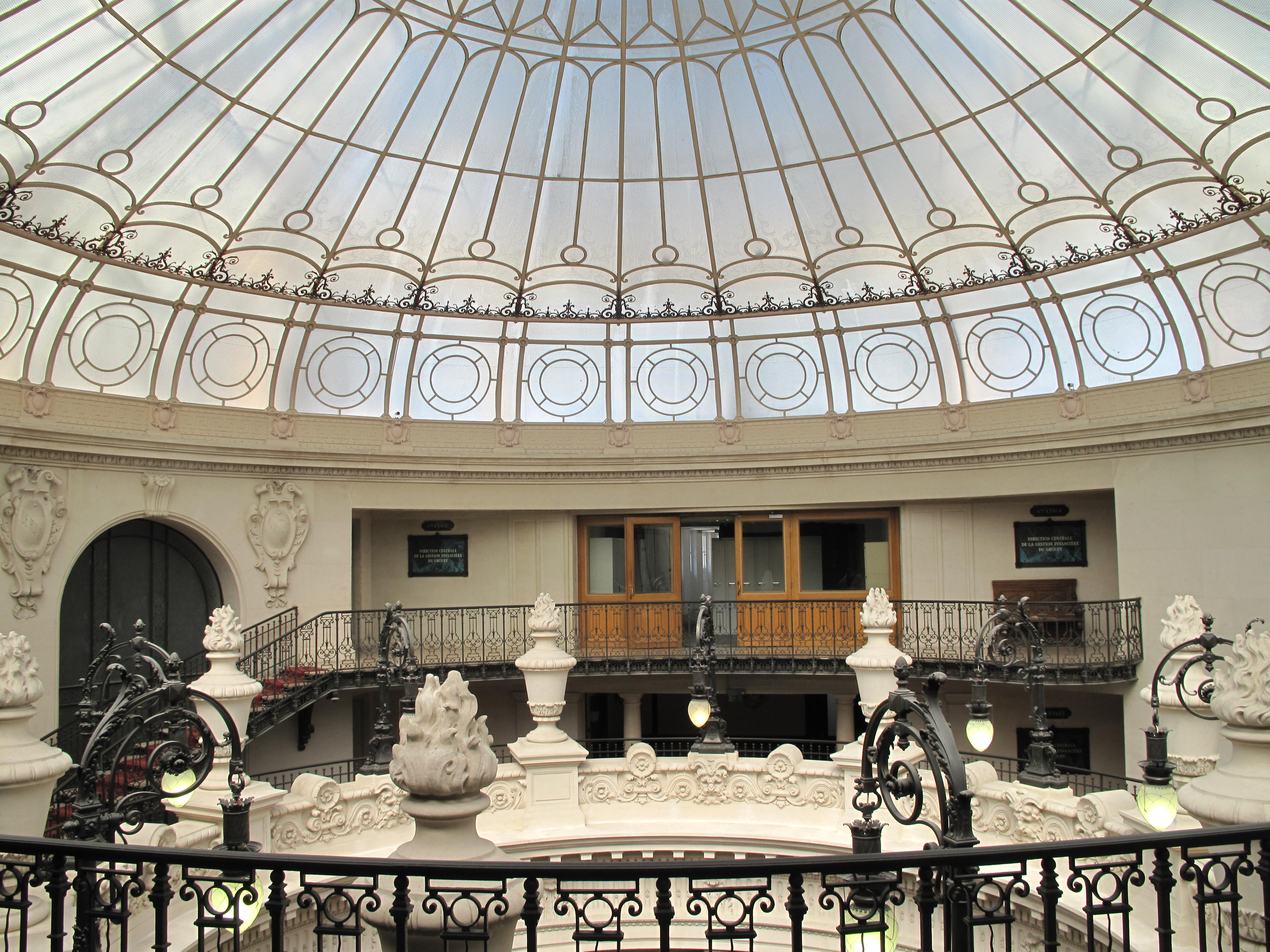
Interior de la seu del Credit Lyonnais

## Com a professor
Els estudiants educats a l'atelier de Laloux inclouen:
- William Lawrence Bottomley, Estatunidenc[4]
- Arthur Brown, Jr.,
- Jacques Carlu,
- George Shepard Chappell, Estatunidenc[4]
- François-Benjamin Chaussemiche,
- John Walter Cross de Cross and Cross, Estatunidenc[4]
- Jacques Debat-Ponsan,
- William Delano,
- Georges Gromort,[5] French
- Henry-Barthélemy Gutton,
- George Howe,
- Gustave Louis Jaulmes,
- Charles Lemaresquier,
- José Marques da Silva,
- Miguel Ventura Terra,
- Guillaume Tronchet,
- William Van Alen, dissenyador del Chrysler Building
- Charles Weeks de Weeks and Day
- Lucien Weissenburger